# Henry Grunwald

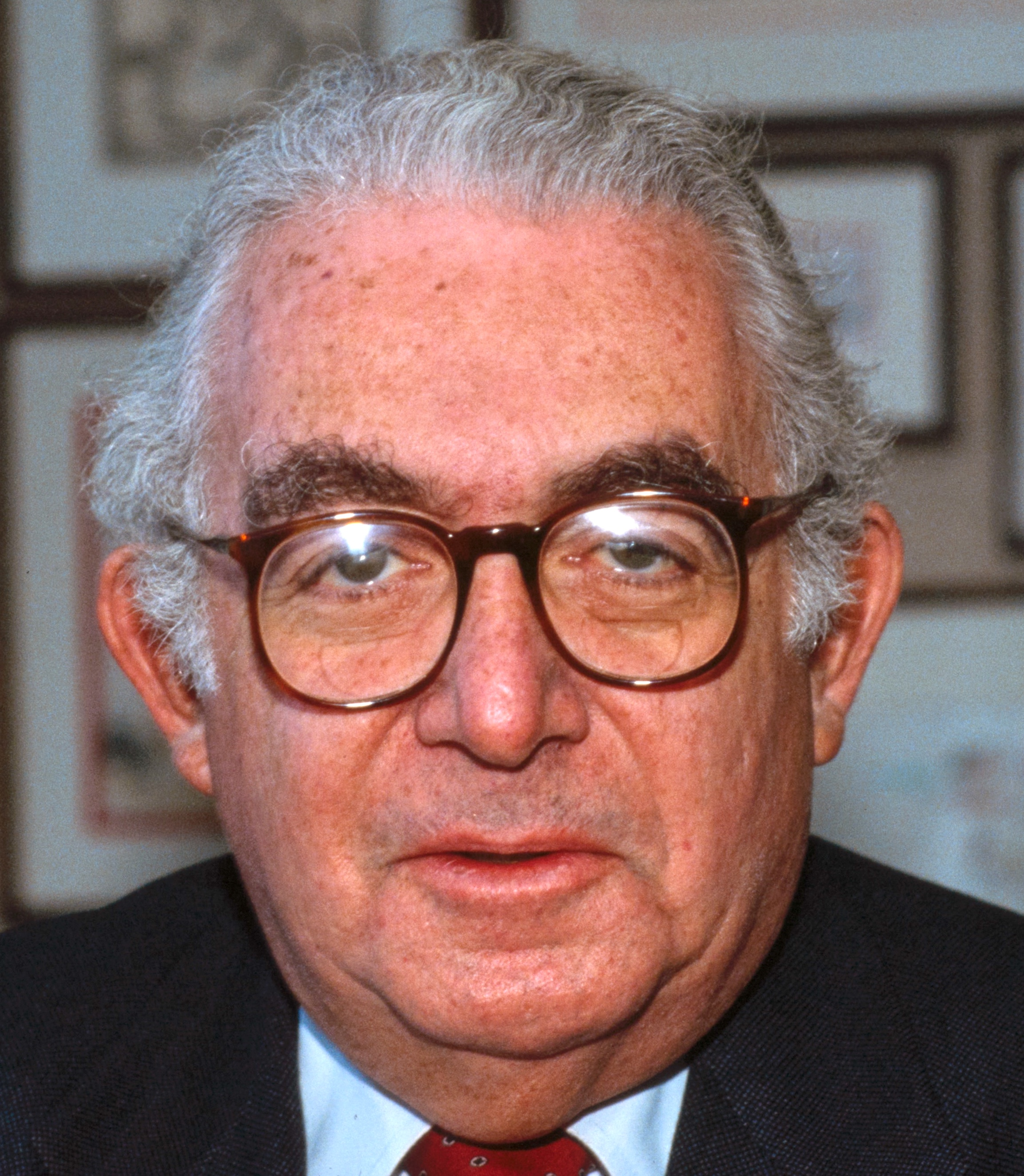
Henry Grunwald

Henry Anatole Grunwald (* 3. Dezember 1922 in Wien; † 26. Februar 2005 in New York) war Chefredakteur des Nachrichtenmagazins „TIME“ und Botschafter der Vereinigten Staaten in Österreich.

## Leben
Grunwald wurde unter dem Namen Heinz Anatol Grünwald als Sohn des Operettenlibrettisten Alfred Grünwald in Wien geboren und besuchte dort das Gymnasium Stubenbastei. 1938 musste seine Familie auf der Flucht vor den Nationalsozialisten auswandern. Über Frankreich und Marokko kamen sie in die USA. Dort schlug Grunwald, nach mit Auszeichnung an der New York University absolviertem  Philosophie-Studium, eine journalistische Laufbahn ein, die ihn vom Laufjungen (copy boy) bis an die Spitze des Nachrichtenmagazins „TIME“ brachte. Bekannt wurde Grunwald vor allem mit einem zur Watergate-Affäre verfassten Leitartikel, in dem er bereits im November 1973 Richard Nixon zum Rücktritt aufforderte, sowie durch das 1985 von ihm als erstem westlichen Journalisten mit Michail Gorbatschow geführte Interview.
Von 1987 bis 1990 (während der Amtszeit des in den USA angefeindeten österreichischen Bundespräsidenten Kurt Waldheim) war Grunwald als amerikanischer Botschafter in Österreich tätig.
Grunwald war in erster Ehe mit Beverly Suser (bis zu deren Tod 1981) und in zweiter Ehe (ab 1. Mai 1987) mit Louise Melhado verheiratet. Nachfahren aus erster Ehe: Peter, Mandy und Lisa.

## Ehrungen und Auszeichnungen (Auszug)
- 2001: Österreichisches Ehrenkreuz für Wissenschaft und Kunst I. Klasse

## Schriften (Auswahl)
- Ein Walzer muss es sein. Alfred Grünwald und die Wiener Operette. Von Henry Grunwald, Georg Markus, Marcel Prawy, Hans Weigel. Ueberreuter-Verlag 1991, ISBN 3-8000-3373-9.